# مسدرق
مسدرق یک روستا در ایران است که در دهستان نقدی واقع شده‌است.